# Tmarus angulifer
Tmarus angulifer là một loài nhện trong họ Thomisidae.
Loài này thuộc chi Tmarus. Tmarus angulifer được Eugène Simon miêu tả năm 1895.